# Chiesa di San Ruprecht
La chiesa di San Ruprecht (Ruprechtskirche) è una piccola chiesa di Vienna. Viene convenzionalmente considerata come la più antica della città.

## Storia

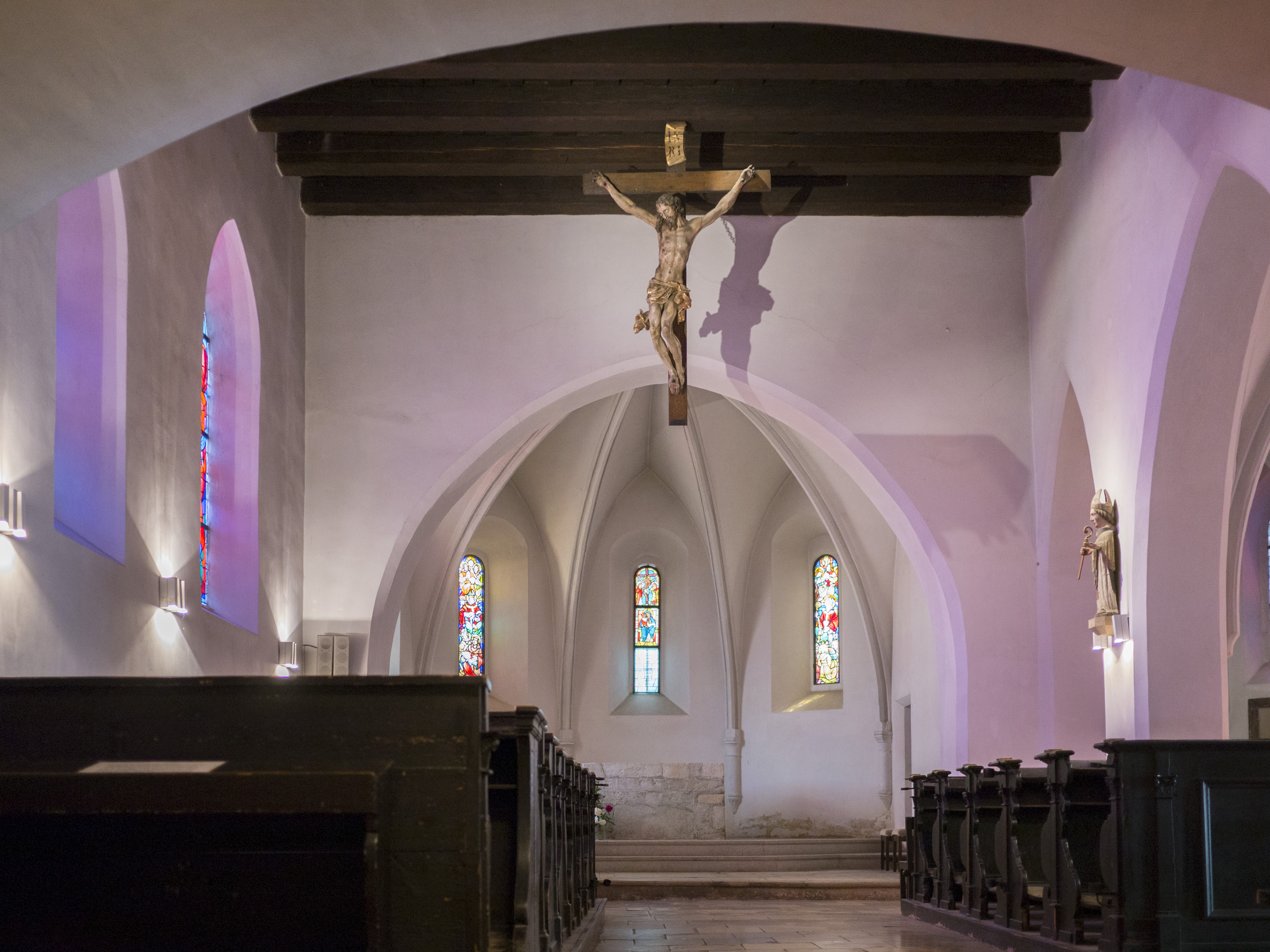
L'interno

La chiesa è stata fondata secondo la leggenda nel 740 e si trova nella parte più antica della città, sopra l'antico insediamento romano di Vindobona. La chiesa menzionata per la prima volta in un documento del 1200 che la identifica come la chiesa più antica della città.
Durante il medioevo la chiesa fu sede del Salzamt (Ufficio del sale) che distribuiva il sale portato in città dai mercanti sul vicino Danubio. La chiesa venne poi rimaneggiata più volte (l'ultimo intervento è stato nel 1622).